# Виолета Кърпачева
Виолета Радева Кърпачева е български икономист и политик от партия „Възраждане“. Народен представител в XLIX народно събрание.

## Биография
Виолета Кърпачева е родена на 5 януари 1974 г. в град София, Народна република България.

## Политическа дейност
На парламентарните избори през 2023 г. е кандидат за народен представител от листата на партия „Възраждане“, 6-а в 24 МИР София. Избрана е за народен представител от същия многомандателен избирателен район.